# Martin Kramarič
Martin Kramarič (sinh 14 tháng 11 năm 1997) là một cầu thủ bóng đá Slovenia thi đấu cho Maribor. Kramarič giữ kỉ lục là cầu thủ ghi bàn trẻ nhất ở một trấn đấu Slovenian PrvaLiga với 16 tuổi, 4 tháng và 8 ngày trước Rudar Velenje ở nửa sau mùa giải 2013–14.